# Lasioglossum coriaceum
Lasioglossum coriaceum är en biart som först beskrevs av Smith 1853.  Den ingår i släktet smalbin och familjen vägbin. Inga underarter finns listade i Catalogue of Life.

## Beskrivning
En övervägande svart art med runt huvud och kropp med övervägande sparsam, vit behåring, som på tergiterna (bakkroppssegmenten på ovansidan) 2 till 4 formar täta, vita band på framkanterna. Hanen har mer av den vita pälsen på nedre delen av ansiktet och mellankroppen, och dessutom delar av munskölden klargul. Honan blir 8 till 10 mm lång, hanen 7 till 8 mm.

## Ekologi
Lasioglossum coriaceum är aktiv mellan mars och november. Den är en polylektisk art, som hämtar nektar och pollen från blommande växter från flera olika växtfamiljer, som amaryllisväxter, sumakväxter, flockblommiga växter korgblommiga växter, korsblommiga växter, kaprifolväxter, konvaljbuskeväxter, vindeväxter, ljungväxter, ärtväxter, hortensiaväxter, kransblommiga växter, underblommeväxter, syrenväxter, slideväxter, viveväxter rosväxter, videväxter och potatisväxter.

## Utbredning
Utbredningsområdet omfattar Kanada och USA i Nordamerika, från Alberta och Nova Scotia i norr till Illinois och Georgia i söder.